# Sebastian Kräuter
Sebastian Kräuter (n. 22 decembrie 1922, Nițchidorf, Timiș – d. 29 ianuarie 2008, Timișoara) a fost un cleric romano-catolic, episcop al Diecezei Romano-Catolice de Timișoara între 1990-1999.

## Biografie

### Copilăria și studiile
Sebastian Kräuter s-a născut la data de 22 decembrie 1922 în satul Nitzkydorf, pe atunci în județul Timiș (interbelic), iar azi Nițchidorf, județul Timiș. A efectuat studiile teologice la Seminarul Teologic din Timișoara în perioada 1942-1946.

### Preot
În ziua de 2 iunie 1946 episcopul Augustin Pacha l-a hirotonit preot în Catedrala Sfântul Gheorghe din Timișoara.
Între anii 1946-1983 a activat în parohia din Giarmata (în germană Jahrmarkt), județul Timiș, mai întâi în calitate de capelan, apoi ca preot-paroh și în cele din urmă ca decan. La 23 septembrie 1983, după pensionarea lui Ferdinand Hauptmann, a fost numit de către Sfântul Scaun, prin cardinalul-secretar de stat Agostino Casaroli, în funcția de ordinarius-substitutus (conducător neepiscop) al Episcopiei Romano-Catolice de Timișoara.

### Episcop
În data de 14 martie 1990 papa Ioan Paul al II-lea l-a numit pe Sebastian Kräuter în funcția de episcop diecezan de Timișoara. A fost consacrat episcop în Domul din Timișoara la 28 aprilie 1990, de către arhiepiscopul Angelo Sodano, secretar al Curiei Romane, asistat de către arhiepiscopul Adalbert Boroș și de episcopul Lajos Bálint de Alba Iulia. 
Cu aprobarea sa, începând cu 1 aprilie 1994, s-a început editarea revistei diecezane "Vita Catholica Banatus".
Episcopul Sebastian Kräuter a cerut papei Ioan Paul al II-lea să-i accepte retragerea din funcția de episcop de Timișoara, la împlinirea vârstei de 75 ani. La 24 iunie 1999 papa Ioan Paul al II-lea a acceptat retragerea episcopului Kräuter și l-a numit pe Martin Roos episcop diecezan de Timișoara.
În perioada 27-30 august 2005 Sebastian Kräuter, episcop emerit de Timișoara, a făcut parte alături de mitropolitul ortodox Nicolae Corneanu și de Martin Roos, episcopul diecezan de Timișoara, din delegația care l-a primit pe Heinz Josef Algermissen, episcop diecezan de Fulda (Germania), cu ocazia inaugurării unui parteneriat între cele două dieceze, prin intermediul căruia mai mulți tineri studenți teologi din Banat au avut posibilitatea să-și continue studiile la Institutul Teologic din Fulda.